# Schauet doch und sehet, ob irgend ein Schmerz sei, BWV 46

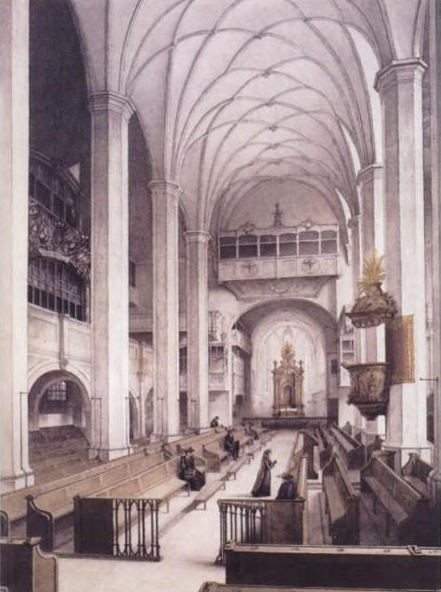
Thomaskirche, Leipzig.

Schauet doch und sehet, ob irgend ein Schmerz sei, BWV 46 (Mirad y ved si hay un dolor) es una cantata de iglesia escrita por Johann Sebastian Bach en Leipzig para el décimo domingo después de la Trinidad y estrenada el 1 de agosto de 1723.

## Historia
Bach compuso esta obra durante su primer año como Thomaskantor en Leipzig para el décimo domingo después de la Trinidad. Forma parte de su primer ciclo anual de cantatas. La cantata fue interpretada por primera vez el 1 de agosto de 1723.

## Análisis

### Texto
Las lecturas establecidas para ese día eran de la primera epístola a los corintios, "diversidad de dones, pero un solo Espíritu" (1 Corintios 12:1-11), y del evangelio según San Lucas, Jesús anunciando la destrucción de Jerusalén y la expulsión de los mercaderes del Templo (Lucas 19:41-48).
Las palabras del primer movimiento se toman del libro de las Lamentaciones, Lamentaciones 1:12, los movimientos del 2 al 5 de un poeta desconocido, y el coral final es la novena estrofa de "O großer Gott von Macht" de Johann Matthäus Meyfart.

### Instrumentación
La obra está escrita para tres solistas vocales (alto, tenor y bajo) y un coro a cuatro voces; Zugtrompete (trompeta de varas, sobre todo doblando la voz soprano del coro), dos flautas dulces, dos oboes da caccia, dos violines, viola y bajo continuo. Esta es una inusualmente rica instrumentación para un domingo ordinario.

### Estructura
Consta de seis movimientos.
1. Coro: Schauet doch und sehet, ob irgend ein Schmerz sei
2. Recitativo (tenor): So klage du, zerstörte Gottesstadt
3. Aria (bajo): Dein Wetter zog sich auf von weiten
4. Recitativo (alto): Doch bildet euch, o Sünder, ja nicht ein
5. Aria (alto): Doch Jesus will auch bei der Strafe
6. Coral: O großer Gott von Treu

El primer movimiento en dos secciones es un lamento de grandes proporciones. Bach reajustó su primera parte como el Qui tollis peccata mundi en el  Gloria de su Misa de 1733, para convertirlo en el Gloria de su Misa en si menor, BWV 232. El aria de bajo ilustra dramáticamente el estallido de una tempestad, la única parte de la cantata donde la trompeta aparece en una función solista como símbolo de divina majestad. El aria para alto está orquestada como un cuarteto para voces, dos flautas dulces y los oboes al unísono sin bajo continuo.

## Discografía selecta
De esta pieza se han realizado una serie de grabaciones entre las que destacan las siguientes.
- 1960 – J.S. Bach: Cantatas BWV 46 & 65. Helmut Kahlhöfer, Kantorei Barmen-Gemarke, Barmen Chamber Orchestra, Lotte Wolf-Matthäus, Georg Jelden, Jakob Stämpfli (Cantate)
- 1975 – J.S. Bach: Das Kantatenwerk Vol. 12 BWV 43-46. Gustav Leonhardt, Knabenchor Hannover, Leonhardt-Consort, René Jacobs, Kurt Equiluz, Hanns-Friedrich Kunz (Telefunken)
- 1976 – Die Bach Kantate Vol. 46. Helmuth Rilling, Gächinger Kantorei, Bach-Collegium Stuttgart, Helen Watts, Adalbert Kraus, Wolfgang Schöne (Hänssler)
- 1998 – J.S. Bach: Complete Cantatas Vol. 8. Ton Koopman, Amsterdam Baroque Orchestra & Choir, Bogna Bartosz, Jörg Dürmüller, Klaus Mertens (Antoine Marchand)
- 1998 – J.S. Bach: Cantatas Vol. 11, BWV 46, 95, 136, 138. Masaaki Suzuki, Bach Collegium Japan, Kai Wessel, Makoto Sakurada, Peter Kooy (BIS)
- 1999 – Bach Edition Vol. 11: Cantatas Vol. 5. Pieter Jan Leusink, Holland Boys Choir, Netherlands Bach Collegium, Sytse Buwalda, Knut Schoch, Bas Ramselaar (Brilliant Classics)
- 2000 – Bach Cantatas Vol. 5. John Eliot Gardiner, Monteverdi Choir, English Baroque Soloists, Daniel Taylor, Christoph Genz, Gotthold Schwarz (Soli Deo Gloria)